# Razpotja
Razpotja je slovenska revija za družbena vprašanja in kulturo. Izhaja kot tromesečnik v Novi Gorici. Njen izdajatelj je Društvo humanistov Goriške. Izhaja od novembra 2010. 
Poleg tematskega sklopa revija objavlja tudi članke, ki obravnavajo aktualne teme: komentarje, intervjuje, krajše eseje, refleksije, recenzije knjig, filmov in gledaliških predstav, prav tako pa ima tudi posebno rubriko, posvečeno Goriški ter rubriko Kavarna Evropa z ekskluzivnimi prispevki tujih avtorjev.
Razpotja od leta 2014 sodelujejo tudi s slovenskimi ilustratorji mlajše generacije, ki prispevajo svoje ilustracije/vizualne ideje za tematski sklop in naslovnico. Od januarja 2015 je kot polnopravna članica vključena v evropsko mrežo revij Eurozine.

### Sezonske teme
- Politika in znanost (jesen 2010)
- Apatija in požrešnost (zima 2010)
- Svoboda informacij? (pomlad 2011)
- Levica in desnica? (poletje 2011)
- Družine (jesen 2011)
- Potrošništvo (zima 2011)
- Zdravje (pomlad 2012)
- Prostor (poletje 2012)
- Pozaba & Gospodarska kriza (dvojna številka, jesen-zima 2012)
- Evropa (pomlad 2013)
- Kulturni boj(i) (poletje 2013)
- Kafka in Kierkegaard (jesen 2013)
- Narava (zima 2013)
- Slovenščina (pomlad 2014)
- Nietzsche (poletje 2014)
- Delo (jesen 2014)
- Spolnost (zima 2014)
- Mladost (pomlad 2015)
- Vojna in mir (poletje 2015)
- Max Fabiani (jesen 2015)
- Javni interes (zima 2015)
- Zarota (pomlad 2016)
- Kritika (poletje 2016)
- Hannah Arendt & Lenoba in dolgčas (dvojna številka, jesen-zima 2016)
- Retorika (pomlad 2017)
- Krhka Evropa (poletje 2017)
- Nova Gorica (posebna številka ob 70-letnici Nove Gorice, jesen 2017)
- Katalonska kriza (zima 2017)
- Umetna inteligenca (pomlad 2018)
- Identitetne politike (poletje 2018)
- Marx in Cankar (jesen 2018)
- Stroka (zima 2018)
- Zvok (pomlad 2019)
- Mesto (poletje 2019)
- Intimnost (jesen 2019)
- Smeti (zima 2019)
- Hierarhije (pomlad 2020)
- Praznina (poletje 2020)
- Meso (zima 2020)
- Podoba (pomlad 2021)
- Nacionalna država (poletje 2021)
- Mediteran (jesen 2021)
- Vesolje (zima 2021)
- Zaupanje (pomlad 2022)
- Slovani (poletje 2022)
- Fašizem (jesen 2022)
- Koda (zima 2022)
- Ritual (pomlad 2023)
- Promet (poletje 2023)
- Liberalizem (jesen 2023)
- Srednji vek (zima 2023)
- Igra (pomlad 2024)
- Državljanske vojne (poletje 2024)
- Starost (jesen 2024)